# Червеноглава гъска
Червеноглавата гъска (Chloephaga rubidiceps) е вид птица от семейство Патицови (Anatidae).

## Разпространение
Видът е разпространен в Аржентина, Фолкландски острови и Чили.